# ARA Guerrico (P-32)
«Гуэррико» (бывший F791 «Командан Л’Эрминье» (Commandant L'Herminier) типа «Д’Эстьен д’Орв» ВМС Франции, бывший «Трансвааль» ВМС ЮАР) — аргентинский ракетный корвет типа «Драммонд». Второй корабль серии. В литературе 1970-80 годов классифицировался как фрегат. Вступил в строй в октябре 1978 года.

## История
Корабль строился для ВМС Франции. В ходе строительства продан ЮАР, но в связи с введёнными ООН санкциями сделка была отменена. Выкуплен Аргентиной.

## Служба
В Фолклендской войне участвовал в операции по захвату Южной Георгии.
3 апреля 1982 около Грютвикена повреждён гранатами РПГ британских морских пехотинцев. В дальнейшем был отправлен на ремонт. Контейнерные установки ПКР «Экзосет» были сняты с корабля и отправлены для использования в береговой обороне Порт-Стэнли.